# Steeg (Gemeinde Bad Goisern)
Steeg ist eine Ortschaft der Gemeinde Bad Goisern am Hallstättersee in Oberösterreich.
Die Ortschaft im Traunviertel ist Teil des Inneren Salzkammergutes und gehört zum Bezirk Gmunden. Sie befindet sich südwestlich von Bad Goisern. Am 1. Jänner 2024 gab es in Steeg 182 Einwohner.
In der Ortschaft befindet sich seit 1919 ein Elektrodenwerk (heute ein Produktionsstandort der Showa Denko Carbon Austria GmbH). Das Werk verfügt mit der „Betriebsfeuerwehr Steeg“ über eine eigene Feuerwehr, die 2019 ihr hundertjähriges Bestehen feierte.